# Фудзивара-но Асатада
Фудзивара-но Асатада, также  Тюнагон Асатада (яп. 藤原 朝忠, также 中納言朝忠; 910 — 19 января 966) — японский вака-поэт и аристократ периода Хэйан из рода Фудзивара.
Его отец Фудзивара-но Садаката был поэтом и министром.
Он один из «Тридцати шести бессмертных поэтов». Его стихи включены в различные официальные антологии, в том числе «Госэн вакасю» и «Хякунин иссю» (№ 44). Ему принадлежит также персональная антология «Асатадасю».